# طريق حراجي

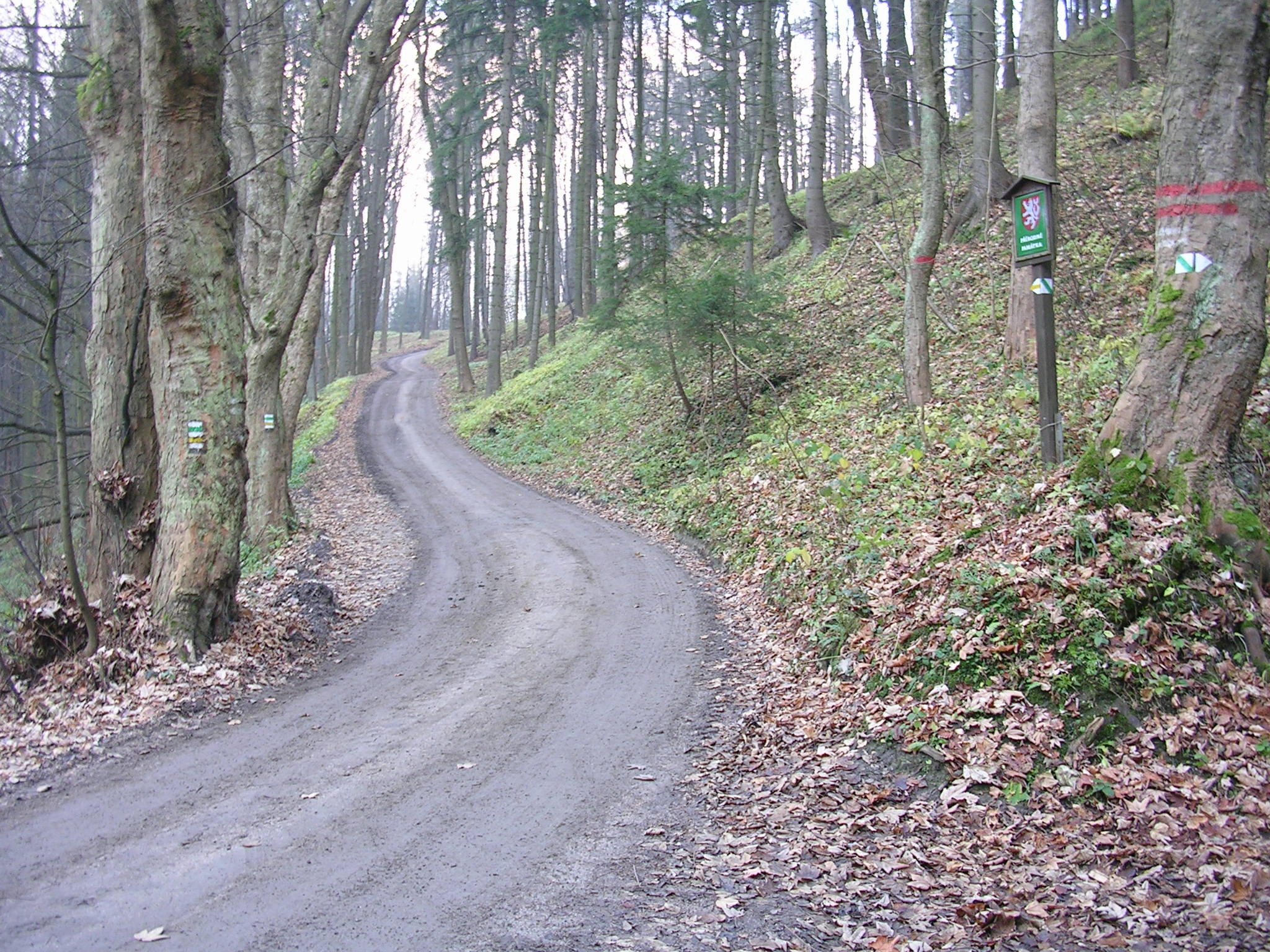
طريق الغابة في شمال بوهيميا

طريق الغابة أو الطريق الحراجي هي طرق أو مسارات مخصصة للمركبات الآلية أو العربات التي تجرها الخيول والتي تستخدم أساسًا أو حصرًا لأغراض الغابات ، مثل إدارة الغابات أو قطع الأشجار. قد تكون طرق الغابة مفتوحة للمتنزهين أو راكبي الدراجات الجبلية حسب القواعد المحلية.